# LASK
Linzer Athletik-Sport-Klub, znan tudi pod imeni LASK Linz in LASK je avstrijski nogometni klub iz Linza. Ustanovljen je bil 7. avgusta 1908 in aktualno igra v 1. avstrijski nogometni ligi.
Z domačih tekmovanj ima LASK 1 naslov državnega prvaka (1964/65) in 2 naslova državnega podprvaka (1961/62, 2018/19), 1 naslov prvaka (1965) in 4 naslove podprvaka (1963, 1967, 1970, 1999) avstrijskega pokala ter 5 naslovov prvaka 2. avstrijske lige (1958, 1979, 1994, 2007, 2017). Z evropskih tekmovanj pa so vidnejši rezultati LASK-a 2 nastopa v Pokalu Intertoto (1995, 1996) ter 1 nastop v Evropski ligi v sezoni 2019/20.
Domača stadiona LASK-a sta Waldstadion, ki sprejme 7.870 gledalcev ter Linzer Stadion (za evropska tekmovanja), ki sprejme 21.005 gledalcev. Barvi dresov sta bela in rdeča. Nadimki nogometašev pa so Die Schwarz-Weißen ("Črno-Beli") in Die Laskler.
Za LASK so igrali tudi naši reprezentanti Sašo Udovič, Željko Milinovič, Aleš Čeh, Milan Osterc, Milivoje Novaković in Patrik Ipavec.